# Shinpei Nakayama

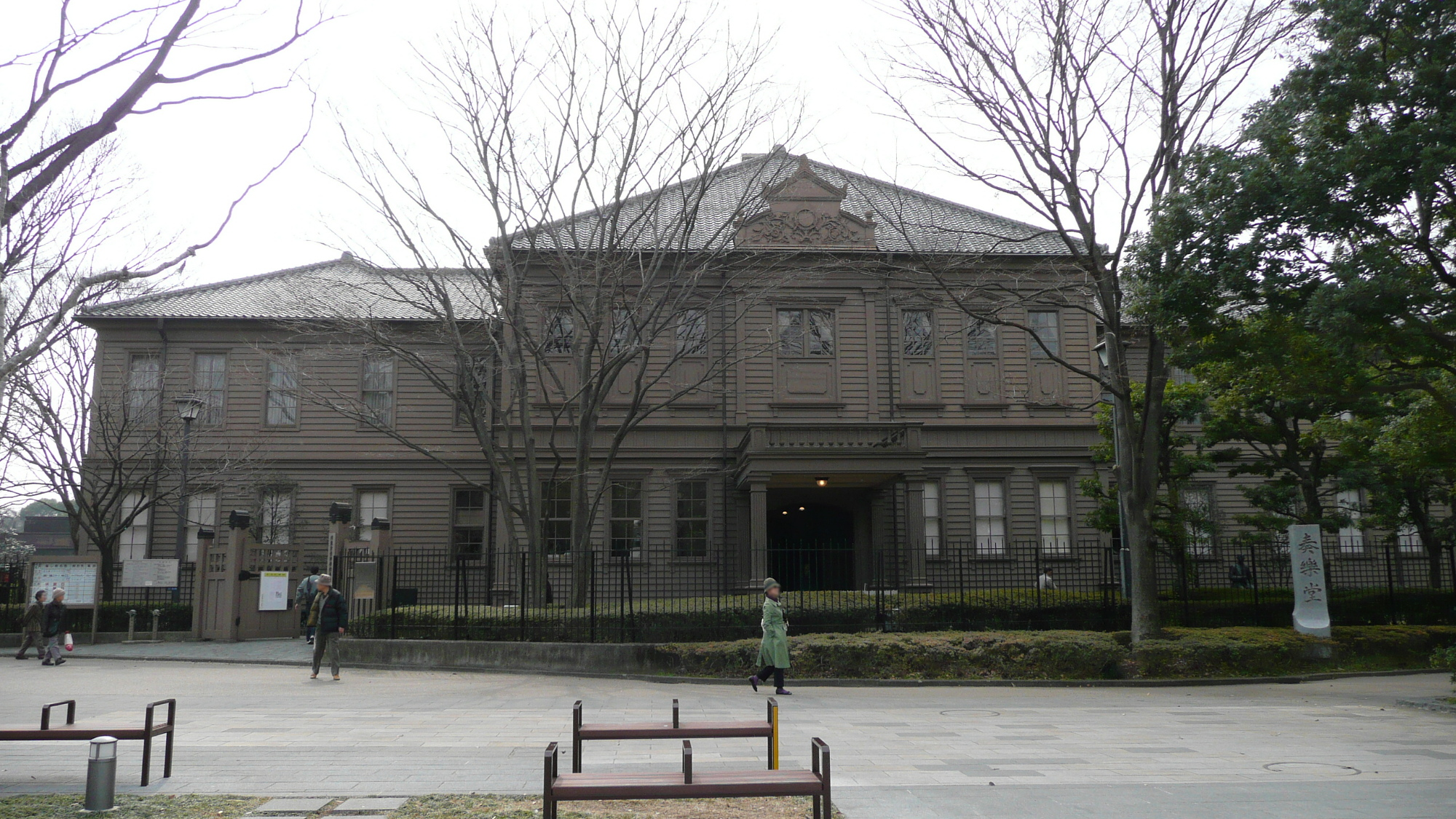
Tokyo Music School
(Tōkyō Ongaku Gakko)

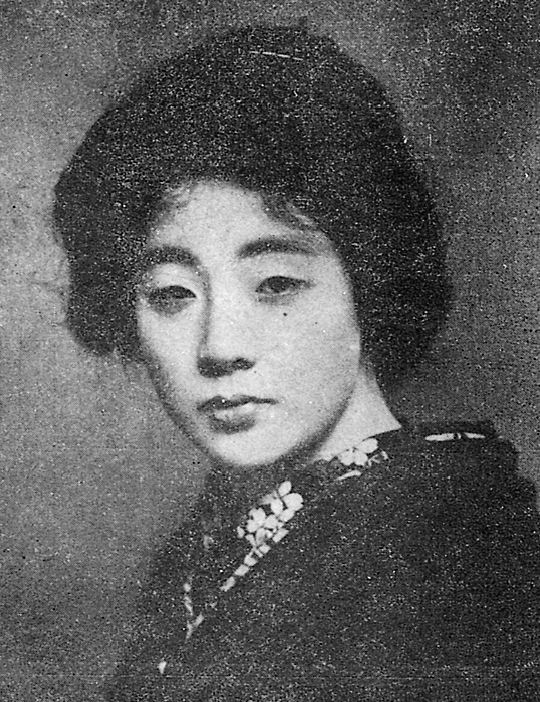
Sumako Matsui

Shinpei Nakayama (Japans: 中山晋平, Nakayama Shinpei) (Hino, een deelgemeente van Nakano, 22 maart 1887 – Atami, 30 december 1952) was een Japans componist en muziekpedagoog. Hij was het vierde kind van het echtpaar Kannosuke Nakayama en zijn vrouw Zou.

## Levensloop
Nakayama vertrok na de dood van zijn vader in 1905 naar Tokio. Hij woonde bij de familie van professor Hogetsu Shimamura, die in de toekomst een groot mentor voor hem zou worden. Shimamura bezorgde hem een klein orgel en leerde hem de Engelse taal, maar ook de Engelse en Russische literatuur. Nakayama studeerde in Tokio aan de Tokyo Music School (Tōkyō Ongaku Gakkō, nu: Tokyo University of the Arts) en gradueerde in 1908. In 1909 studeerde hij piano en in 1912 voltooide hij zijn compositiestudie bij Tadashi Yanada aan dit conservatorium.
Hij werd muziekleraar aan openbare scholen in het district Asakusa in  Taito (Tokio). Zijn eerste grote succes als componist was Katyusha's song (1914), gezongen door de actrice en zangeres Sumako Matsui en gecomponeerd voor de uitvoering van het toneelstuk naar de epische roman Opstanding (1899) van Lev Tolstoj. In 1915 kwam het volgende succes met het lied Gondola no Uta op een tekst van Isamu Yoshii en gezongen door dezelfde actrice in een toneelstuk naar de roman Nakanoene (Op de vooravond) van Ivan Turgenev. Deze titel is ook in de film Ikiru van Akira Kurosawa een bekend nummer.
Een van zijn andere welbekende liederen is Tokyo ondo, dat vooral in de jaren dertig in Japan erg populair was en nog steeds het lied van het basketbalteam "Tokyo Yakult Swallows" is. Tot zijn overbekende kinderliederen behoren titels zoals "Shabondama", "Teru teru bozu", "Amefuri", "Ano machi kono machi" en "Sekurabe". Hij schreef in samenwerking met verschillende schrijvers en dichters (Ujo Noguchi, Yaso Saijo, Hakushu Kitahara, Azenbo Soeda en anderen) alsook met diverse zangers en zangeressen (Chiyako Sato, Yoshie Fujiwara en anderen) nog vele liederen, die meestal groot succes hadden. In totaal componeerde hij rond de 3000 liederen.
In 1942 werd hij bestuurslid van de Japan Association of Music Culture. Van 1944 tot 1948 was hij voorzitter van de Japanese Society for Rights of Authors, Composers and Publishers.

## Composities (selectie)

### Werken voor harmonieorkest
- Sunayama, voor harmonieorkest (gearrangeerd door Masamichi Amano)

### Vocale muziek

#### Liederen
- 1914 Katyusha's song, voor zangstem en orkest (of piano)
- 1915 ゴンドラの唄 (Gondola no Uta) Song of the Gondola, voor zangstem en orkest (of piano) - tekst: Isamu Yoshii
- 1921 Sendo kouta (Boatman’s song), voor zangstem en orkest (of piano)
- 1924 Suzaka kouta
- 1927 Habu no Minato (De haven van Habu), voor zangstem en orkest (of piano)
- 1929 Tokyo March
- 1929 Fue no shiratama - tekst: Yaso Saijo
- 1932 Marunouchi Ondo - tekst: Yaso Saijo
- 1933 Tôkyô ondo[1]
- Amefuri
- Ano machi kono machi
- Kimi Koishi (You, Sweetheart)
- Mari to tonosama (The Lord and the Bouncing Ball) - tekst: naar een sprookje uit de Wakayama (prefectuur)
- Nakano ditty
- Rain = Ame - tekst: Hakushu Kitahara
- Sandpile
- Sekurabe
- Seiya - tekst: Takeko Kujo
- Shabondama
- Shojoji-no Tanuki Bayashi
- Snow Country (Yuki guni)
- Soap Bubbles (Zeepblaasjes)
- Sunayama - tekst: Hakushu Kitahara
- Tabako nomenome
- Teru teru bozu
- The dancing tea-kettle (The badger's song at the Shojoji Temple) - tekst: Ujo Noguchi
- This town that town - tekst: Ujo Noguchi

### Kamermuziek
- Habu no minato (De haven van Habu), instrumentale versie voor fagot en cello

## Publicaties
- Koto dōyōkyoku shū, 1967.

## Media
1. ↑  Tôkyô ondo door Ensemble Sakura (Nobuko Matsumiya, Emiko Ota, Mayako Yamashita)

- CiNii: DA08537743
- Gemeinsame Normdatei: 1024563162
- International Standard Name Identifier: 0000 0000 8254 0860
- Library of Congress Control Number: nr88000533
- MusicBrainz: 5c5f74f6-4d28-4ce0-9a12-fae660aa578e
- Bibliotheek van het Japanse parlement: 00053090
- Virtual International Authority File: 66311368
- WorldCat: E39PBJwHc7wkVdGfMhrwRqWCcP